# Francesco Battaglini
Francesco Battaglini, italijanski rimskokatoliški duhovnik, škof in kardinal, * 13. marec 1823, Mirabello, † 8. julij 1892.

## Življenjepis
20. septembra 1845 je prejel duhovniško posvečenje.
28. februarja 1879 je bil imenovan za škofa Riminija; škofovsko posvečenje je prejel 9. marca istega leta. 3. julija 1882 je postal nadškofa Bologne.
27. julija 1885 je bil povzdignjen v kardinala in imenovan za kardinal-duhovnika S. Bernardo alle Terme.